# Gaston Auguet
Gaston Auguet, né le 26 novembre 1904 à Châteauroux (Indre) et mort le 22 mars 1986 dans le 16e arrondissement de Paris, est un homme politique français. Membre du Parti communiste français, il a été conseiller municipal de Paris, président du conseil général de la Seine et député de la Seine.

## Biographie
Fils d'un facteur des PTT, Gaston Auguet entre par concours dans l'Administration des contributions indirectes en 1923. Il suit une formation à l'École nationale des industries agricoles, dont il sort ingénieur en 1925. Mais il poursuit sa carrière aux Finances où il devient vérificateur principal puis inspecteur principal des impôts. Il se syndique au Syndicat national des contributions indirectes, adhérent de la Fédération autonome des fonctionnaires dont il est membre du bureau fédéral en 1929. Il s'engage au Parti communiste français vers la même époque. En mai 1935, présenté par ce parti, il est élu conseiller municipal de Paris dans le quartier de Clignancourt, où il réside. Il a une activité intense au conseil municipal, tant dans son domaine des finances, que dans les commissions du métropolitain, de l'habitation et du personnel. Comme tous les élus municipaux parisiens, il siège au conseil général de la Seine. Au sein du Parti communiste il est en 1937 secrétaire de la fédération « Paris-ville », la plus importante au niveau national avec ses 30 000 adhérents. Il entre au comité central du PC au congrès d'Arles (9e congrès, décembre 1937). Mobilisé en 1939, il est déchu de ses mandats municipaux et départementaux au début de l'année 1940, pour n'avoir pas désavoué le pacte germano-soviétique.
Durant l'Occupation il participe à la Résistance. Il est membre l'état-major des FTP. Membre du Comité parisien de la Libération, il fait partie de l'Assemblée municipale provisoire et est réélu au conseil municipal de Paris en avril 1945. Il en devient un des vice-présidents. En juin 1946 il succède à Georges Marrane à la présidence du conseil général de la Seine et exerce cette fonction jusqu'en octobre 1947, date à laquelle il ne se représente pas aux élections municipales.
Aux élections législatives de novembre 1946, il est élu député de la Seine dans la 2e  circonscription de ce département, aux côtés de Marcel Cachin et de Jeannette Vermeersch. En janvier 1950 il est élu vice-président de l'Assemblée nationale, et réélu l'année suivante. Il est battu aux élections de juin 1951. Sa carrière parlementaire s'achève, mais pas sa carrière politique. Il est membre du comité central du PCF jusqu'en 1959, et tient un rôle important en tant que membre de la commission de « contrôle politique » dans les différentes « affaires » (Marty-Tillon puis Lecœur) qui agitent la direction du parti entre 1951 et 1954.

## Hommage
Depuis 2006 une rue Gaston-Auguet porte son nom dans 18e arrondissement à Paris.